# ジェームズ・ホイト (野球)
ジェームズ・アレン・ホイト（James Allen Hoyt, 1986年9月30日 - ）は、アメリカ合衆国アイダホ州ボイシ出身のプロ野球選手（投手）。右投右打。現在は、フリーエージェント（FA）。愛称はホイッター（Hoyter）。

## 経歴

### 独立リーグ及びメキシカンリーグ時代
学生時代はMLBドラフトでどこからも指名されず、2011年にテスト入団した独立リーグであるノース・アメリカン・リーグのユマ・スコーピオンズでプロ生活をスタートさせる。19試合（先発1試合）に登板して2勝0敗1セーブ、防御率4.34、50奪三振を記録した。
2012年はノース・アメリカン・リーグ（当時）のエディンバーグ・ロードランナーズ、アメリカン・アソシエーションのウィチタ・ウィングナッツ、メキシカンリーグのタバスコ・キャトルメンでプレーした。

### ブレーブス傘下時代
2012年11月15日、メキシカンリーグでの投球がスカウトの目に留まり、アトランタ・ブレーブスとマイナー契約を結んだ。
2013年は傘下のA+級リンチバーグ・ヒルキャッツとAA級ミシシッピ・ブレーブスでプレーし、2球団合計で39試合（先発3試合）に登板して3勝3敗1セーブ、防御率3.94、105奪三振を記録した。
2014年はAA級ミシシッピとAAA級グウィネット・ブレーブスでプレーし、2球団合計で52試合に登板して3勝3敗7セーブ、防御率3.17、77奪三振を記録した。

### アストロズ時代
2015年1月14日にマイク・フォルテネービッチ、リオ・ルイーズ、アンドリュー・サーマンとのトレードで、エバン・ガティスと共にヒューストン・アストロズへ移籍した。この年は傘下のAAA級フレズノ・グリズリーズでプレーし、47試合に登板して0勝1敗9セーブ、防御率3.49、66奪三振を記録した。
2016年は開幕から抑えとしてAAA級フレズノでプレー。驚異的なペースで三振を奪ったのが評価され、8月2日にメジャー契約を結んでアクティブ・ロースター入りすると、翌3日のトロント・ブルージェイズ戦でメジャーデビュー。この年はメジャーで22試合に登板して1勝1敗、防御率4.50、28奪三振を記録した。

### インディアンス時代
2018年7月6日にトミー・デフニアスとのトレードで、クリーブランド・インディアンスへ移籍した。この年インディアンスでの登板は無かった。オフの11月30日にFAとなったが、翌日の12月1日にマイナー契約を結び、2019年のスプリングトレーニングに招待選手として参加することになった。
2019年は開幕から傘下のAAA級コロンバス・クリッパーズでプレーし、40試合（先発2試合）に登板して2勝0敗4セーブ、防御率3.43、48奪三振を記録した。9月1日にメジャー契約を結んでアクティブ・ロースター入りした。オフの12月2日にノンテンダーFAとなったが、4日に1年契約を結び直した。
2020年7月28日にDFAとなった。

### マーリンズ時代
2020年8月1日に金銭とのトレードで、マイアミ・マーリンズへ移籍した。

### エンゼルス時代
2021年3月29日に金銭とのトレードで、ロサンゼルス・エンゼルスへ移籍した。オフの11月7日にノンテンダーFAとなった。

## 投球スタイル
スライダー5割、速球4割、スプリッター1割くらいの比率で投げる、奪三振率の高い右腕である。

## 詳細情報

### 年度別投手成績
| 年 度    | 球 団    | 登 板 | 先 発 | 完 投 | 完 封 | 無 四 球 | 勝 利 | 敗 戦 | セ 丨 ブ | ホ 丨 ル ド | 勝 率 | 打 者 | 投 球 回 | 被 安 打 | 被 本 塁 打 | 与 四 球 | 敬 遠 | 与 死 球 | 奪 三 振 | 暴 投 | ボ 丨 ク | 失 点 | 自 責 点 | 防 御 率 | W H I P |
| -------- | -------- | ----- | ----- | ----- | ----- | -------- | ----- | ----- | -------- | ----------- | ----- | ----- | -------- | -------- | ----------- | -------- | ----- | -------- | -------- | ----- | -------- | ----- | -------- | -------- | ------- |
| 2016     | HOU      | 22    | 0     | 0     | 0     | 0        | 1     | 1     | 0        | 1           | .500  | 91    | 22.0     | 16       | 5           | 9        | 1     | 1        | 28       | 3     | 0        | 12    | 11       | 4.50     | 1.14    |
| 2017     | HOU      | 43    | 0     | 0     | 0     | 0        | 1     | 0     | 0        | 7           | 1.000 | 211   | 49.1     | 51       | 7           | 14       | 0     | 2        | 66       | 4     | 0        | 24    | 24       | 4.38     | 1.32    |
| 2018     | HOU      | 1     | 0     | 0     | 0     | 0        | 0     | 0     | 0        | 0           | ----  | 3     | 0.1      | 1        | 0           | 1        | 0     | 0        | 0        | 0     | 0        | 0     | 0        | 0.00     | 6.00    |
| 2019     | CLE      | 8     | 0     | 0     | 0     | 0        | 0     | 0     | 0        | 1           | ----  | 32    | 8.1      | 6        | 2           | 2        | 0     | 0        | 10       | 0     | 0        | 2     | 2        | 2.16     | 0.96    |
| 2020     | MIA      | 24    | 0     | 0     | 0     | 0        | 2     | 0     | 0        | 5           | 1.000 | 62    | 14.2     | 9        | 1           | 8        | 1     | 1        | 20       | 2     | 1        | 2     | 2        | 1.23     | 1.16    |
| 2021     | LAA      | 9     | 0     | 0     | 0     | 0        | 0     | 0     | 0        | 0           | ----  | 46    | 8.0      | 12       | 0           | 7        | 0     | 2        | 11       | 0     | 0        | 10    | 6        | 6.75     | 2.38    |
| MLB：6年 | MLB：6年 | 107   | 0     | 0     | 0     | 0        | 4     | 1     | 0        | 14          | .800  | 445   | 102.2    | 95       | 15          | 41       | 2     | 6        | 135      | 9     | 1        | 50    | 45       | 3.94     | 1.32    |

- 2021年度シーズン終了時

### 年度別守備成績
| 年 度 | 球 団 | 投手（P） | 投手（P） | 投手（P） | 投手（P） | 投手（P） | 投手（P） |
| 年 度 | 球 団 | 試 合     | 刺 殺     | 補 殺     | 失 策     | 併 殺     | 守 備 率  |
| ----- | ----- | --------- | --------- | --------- | --------- | --------- | --------- |
| 2016  | HOU   | 22        | 3         | 3         | 1         | 0         | .857      |
| 2017  | HOU   | 43        | 1         | 1         | 0         | 1         | 1.000     |
| 2018  | HOU   | 1         | 0         | 0         | 0         | 0         | ----      |
| 2019  | CLE   | 8         | 0         | 0         | 0         | 0         | ----      |
| 2020  | MIA   | 24        | 1         | 1         | 2         | 0         | .500      |
| MLB   | MLB   | 98        | 5         | 5         | 3         | 1         | .769      |

- 2020年度シーズン終了時

### 背番号
- 51（2016年 - 2018年）
- 50（2019年）
- 39（2020年）
- 49（2021年）